# 科布伦茨体操及竞赛俱乐部
TuS科布倫斯是一間位於萊茵蘭-普法爾茨科布倫茨的德國足球球會，於1911年8月1日以「FC德國」（Fussball Club Deutschland Neuendorf）之名在紐恩多弗（Neuendorf）成立，「FC德國」被視為是科布倫斯的前身。

## 歷史

### 第三帝國時代
在1919年，FC德國變成FV紐恩多弗（FV Neuendorf）。後來FV紐恩多弗加入了Gauliga Mittlerhein，這是一個由16支頂級聯賽球會級成的聯賽，於1933年，第三帝國重整德國足球時成立。不過一年後FV紐恩多弗就降班，後來FV紐恩多弗和幾間球會合併成TuS紐恩多弗（TuS Neuendorf）。接下來的一季就返回頂級聯賽，不過TuS紐恩多弗在隨後的幾季都處於升降機狀態，不斷在頂級聯賽中升降。
在1942年，Gauliga Mittlerhein被分為兩個新組別：Gauliga Köln-Aachen和Gauliga Moselland。TuS紐恩多弗這時候再回到頂級聯賽角逐，被編在Gauliga Moselland（東戰鬥群）組。這一次，他們取得了比以往也好的成績，以第二名完成。而在隨後的兩年他們都在該組別贏得冠軍，之後聯賽改為季後賽的模式決定冠軍。而TuS紐恩多弗之後也能打進季後賽，不過兩次都在早期被淘汰出局。而後來因為二次大戰中盟軍進佔德國，整個聯賽的賽程都被大幅縮短，最終整個聯賽制度崩潰，在1944/45球季都沒有比賽過一場。

### 戰後
在戰後的短時間，TuS紐恩多弗重返頂級聯賽，在1946年於Oberliga Südwest（北部聯賽）角逐。而他們在1948年再一次於季後賽亮相，雖然他們最終只得第三名。沙貝魯根在這個聯賽以三分的差距，壓倒TuS紐恩多弗奪得第二名，所以本來應該可以打入季後賽。不過，沙貝魯根是幾隊位處於法軍佔領區薩爾的球會之一，而法國人積極在該地區成立一個獨立的地區，或成為法國領土。這令位處薩爾的球會被禁止參與季後賽，甚至在1954年的世界杯外圍賽，薩爾代表隊都被禁止參賽。所以TuS紐恩多弗在這個政策下，打入了季後賽，直到準決賽才以1:5被凱沙羅頓淘汰。
TuS紐恩多弗在五十年代早期和中期繼續表現良好，在1950年和1956年都打入了季後賽，但兩次都在早期被淘汰。而五十年代後期，TuS紐恩多弗表現開始衰退，在1959年降班。直到1961年他們再一次升上頂級聯賽，但難逃於聯賽下游位置掙扎。

### 德甲成立後
在德國足球甲級聯賽於1963年成立後，TuS紐恩多弗這時在較低組別的地區聯賽中角逐。在1968年和1969年，TuS紐恩多弗打入了爭取升班的附加賽，但兩次都失敗。到了七十年代，球會在第三組別的聯賽角逐，在1977年和1978年都錯過了升上德國足球乙級聯賽的機會。到了1981年，他們更降班至第四組別的聯賽，陷入了近十五年來最艱難的困境。

### 科布倫斯
在1982年，TuS紐恩多弗改稱為科布倫斯（TuS Koblenz），但這次改名對改善表現沒什麼幫助。直到1994年，他們在第四級別的聯賽堀起，他們於這裡掙扎了超過十年的時間。在近年，科布倫斯的表現持續改善。於2004年，他們奪得第四級別聯賽的冠軍，令他們升至南部地區聯賽。他們在2005/06球季表現持續改善，最終以第二名獲得升上德乙的機會。其後數年科布倫斯在德乙中游徘徊，但在2009/10球季表現滑落，最終以第17名完成賽季，來季降至德丙作賽。

## 球員名單
更新日期：2010年1月27日 (三) 07:49 (UTC) 
粗體字為新加盟球員

### 目前效力（2009/10）
| 編號  | 國籍       | 球員名字                                          | 位置  | 出生日期   | 加盟年份 | 前屬球會       | 身價     |
| 門 將 | 門 將      | 門 將                                             | 門 將 | 門 將      | 門 將    | 門 將          | 門 將    |
| ----- | ---------- | ------------------------------------------------- | ----- | ---------- | -------- | -------------- | -------- |
| 1     | 美国       | 戴维·耶尔德尔（David Yelldell）                   | 門將  | 1981.10.01 | 2008     | 史特加踢球者   |          |
| 30    | 德国       | 马库斯·里克特（Marcus Rickert）                   | 門將  | 1984.02.18 | 2008     | 埃姆登踢球者   |          |
| 後 衛 |            |                                                   |       |            |          |                |          |
| 2     | 德国       | 马丁·福克尔（Martin Forkel）                      | 後衛  | 1979.07.22 | 2006     |                |          |
| 3     | 德国       | 弗朗克·维布利斯豪泽（Frank Wiblishauser）         | 後衛  | 1977.10.18 | 2006     | 圣加伦         |          |
| 4     | 斯洛文尼亚 | 马泰·马夫里奇（Matej Mavrić）                     | 後衛  | 1979.01.29 | 2007     | 莫迪           |          |
| 12    | 德国       | 本亚明·伦泽（Benjamin Lense）                                   | 后卫  | 1978.11.30 | 2009     | 羅斯托克二隊   | 自由轉會 |
| 15    | 土耳其     | 多米尼克·恩坚（Dominique Ndjeng）                 | 後衛  | 1980.11.04 | 2008     | 奥斯纳布吕克   |          |
| 18    | 德国       | 安德烈亚斯·里希特（Andreas Richter）              | 後衛  | 1977.09.15 |          |                |          |
| 23    | 德国       | 马蒂亚斯·弗朗茨（Matthias Franz）                 | 後衛  | 1985.03.30 | 2008     | 漢堡二隊       |          |
| 25    | 布吉納法索 | 阿拉桑·韦德拉奥戈（Alassane Ouedraogo）           | 後衛  | 1980.09.07 |          |                |          |
| 28    | 德国       | 拉尔斯·本德（Lars Bender）                        | 後衛  | 1988.01.08 | 2008     | 科布倫斯二隊   | --       |
| 中 場 |            |                                                   |       |            |          |                |          |
| 6     | 德国       | 曼努埃尔·哈特曼（Manuel Hartmann）                | 中場  | 1984.03.26 | 2007     | 斯图加特踢球者 |          |
| 4     | 德国       | 吕迪格·齐尔（Rüdiger Ziehl）                      | 中場  | 1977.10.26 |          |                |          |
| 7     | 義大利     | （Salvatore Gambino）                             | 中場  | 1983.11.27 | 2008     | 科隆           | 自由轉會 |
| 17    | 德国       | 穆斯塔法·帕马克（Mustafa Parmak）                 | 中場  | 1982.05.19 | 2008     | 史特加踢球者   |          |
| 27    | 德国       | 约翰内斯·格德茨（Johannes Gördez）                | 中場  | 1988.11.27 | 2008     | 科布倫斯二隊   | --       |
| 30    | 德国       | 多米尼克·马德（Dominik Mader）                    | 中場  | 1989.04.19 | 2008     | 東多夫         |          |
| 32    | 德国       | 帕特里克·施密特（Patrick Schmidt）                | 中場  | 1988.03.17 | 2008     | 科布倫斯二隊   | --       |
| 34    | 德国       | 丹尼尔·贡克尔（Daniel Gunkel）                                 | 中場  | 1980.06.07 | 2010     | 緬恩斯         | 不詳     |
| 前 鋒 |            |                                                   |       |            |          |                |          |
| 9     | 芬兰       | 尼亚齐·库奇（Njazi Kuqi）                         | 前鋒  | 1983.05.25 |          |                |          |
| 10    | 德国       | 埃曼努埃尔·克龙蒂里斯（Emmanuel Krontiris）                         | 前鋒  | 1983.02.11 | 2008     | 亞琛           |          |
| 11    | 阿尔巴尼亚 | 法特米尔·瓦塔 （Fatmir Vata）                     | 前鋒  | 1971.09.20 |          |                |          |
| 14    | 土耳其     | 塔伊丰·佩克蒂尔克（Tayfun Pektürk）               | 前鋒  | 1988.05.13 |          |                |          |
| 29    | 阿尔及利亚 | 努尔丁·达哈姆（Noureddine Daham）                 | 前鋒  | 1977.11.15 |          |                |          |
| 35    | 美国       | 马修·泰勒（Matthew Taylor）                       | 前鋒  | 1981.10.17 | 2008     | 荷里活聯隊     |          |
| 36    | 喀麦隆     | 塞萨尔·埃曼努埃尔·姆博马（Cesar Emmanuel M'Boma） | 前鋒  | 1979.02.18 |          |                |          |

### 借用球員
| 編號 | 國籍       | 球員名字                   | 位置 | 出生日期   | 加盟年份 | 借用球會 | 借用年期  |
| ---- | ---------- | -------------------------- | ---- | ---------- | -------- | -------- | --------- |
| 26   | 阿尔巴尼亚 | （Edmond Kapllani）        | 前鋒 | 1982.07.31 | 2010     | 奧格斯堡 | 09/10季末 |
| 36   | 德国       | 马文·波里（Marvin Pourie） | 前鋒 | 1991.01.08 | 2010     |          | 09/10季末 |

### 離隊球員（2009/10）
| 編號 | 國籍                 | 球員名字                              | 位置 | 出生日期   | 加盟年份                    | 加盟球會     | 身價                            |
| ---- | -------------------- | ------------------------------------- | ---- | ---------- | --------------------------- | ------------ | ------------------------------- |
| 32   | 芬兰                 | 谢夫基·库奇（Shefki Kuqi）            | 前鋒 | 1976.11.10 | 2009 （页面存档备份，存于） |              | 自由轉會 （页面存档备份，存于） |
| 5    | 波斯尼亚和黑塞哥维那 | 巴拉尼米尔·巴伊奇（Branimir Bajić）   | 後衛 | 1979.10.19 | 2007                        | 丹尼斯尼士邦 |                                 |
| 13   | 塞尔维亚             | 马尔科·洛米奇（Marko Lomić）          | 後衛 | 1983.09.13 | 2007                        | 柏迪遜       | 不詳                            |
| 19   | 蒙特內哥羅           | 阿迪安·乔卡伊（Ardian Đokaj）         | 中場 | 1979.05.23 | 2007                        |              |                                 |
| 21   | 斯洛文尼亚           | 戈兰·苏卡洛（Goran Šukalo）           | 中場 | 1981.08.24 | 2006                        | 奧格斯堡     |                                 |
| 22   | 大韩民国             | 车杜里（Cha Du-Ri）                   | 中場 | 1986.07.02 | 2007                        |              | 自由轉會 （页面存档备份，存于） |
| 26   | 希腊                 | 埃万耶洛斯·内索斯（Evangelos Nessos） | 中場 | 1978.06.27 | 2004                        | --           | 退役                            |

## 著名球員
- 鲁迪·古滕多夫（Rudi Gutendorf）
- Ferydoon Zandi

## 外部連結
- http://www.tuskoblenz.de （页面存档备份，存于）
- http://www.abseits-soccer.com/clubs/koblenz.html （页面存档备份，存于）